# Neolythria postmarginata
Neolythria postmarginata là một loài bướm đêm trong họ Geometridae.